# Partito Comunista Sudanese
Il Partito Comunista Sudanese (SCP) è un partito politico comunista del Sudan.

## Storia
Fondato nel 1946, era una forza importante nella politica sudanese (e uno dei più influenti partiti comunisti arabi con il Partito Comunista Iracheno) fino al 1971, quando il governo militare del generale Ja'far al-Nimeyri lanciò una politica di repressione contro il partito dopo il tentativo di colpo di Stato contro il suo governo dove erano implicati anche alcuni dirigenti comunisti. Abdel Khalib Mahjub, Joseph Garang, Alshafi Ahmed Elshikh, Babkir Elnour, Hashim Elatta (i leader del partito più noti) sono stati giustiziati. Il partito rimane ufficialmente sciolto, ma alcuni membri comunisti sono entrati nel governo.
Riemerso dopo la caduta di Nimeyri nel 1985, è stato uno dei principali partiti d'opposizione al regime di Omar al-Bashir e si trova all'opposizione anche nei confronti del Consiglio militare di Transizione del generale Abdel Fattah Abdelrahman Burhan e alle riforme implementate dopo il colpo di Stato in Sudan del 2019